# Szerényi Gábor (biológus)
Szerényi Gábor (1947–) biológia–kémia szakos középiskolai tanár, a Természet Világa folyóirat szerkesztőbizottságának tagja, a hazai rovarfauna kutatója és fotósa. 

## Munkássága
Évek óta (2015) a Magyar Televízió érettségi-felvételi előkészítő műsorainak írója és tanár műsorvezetője. A Spektrum Televízió Brutális biológia című sorozatának szerzője és szakmai műsorvezetője. Fazekas Györggyel közös, fokozatosan bővülő, feleletválasztós feladatgyűjteményét 16-szor adták ki. Ezzel együtt harminc könyve és közel 300 ismeretterjesztő írása jelent meg.
1971 óta családjával Érden él.

## Fontosabb művei
- Fazekas György–Szerényi Gábor: Problémafeladatok biológiából: középiskolások részére. Scolar Kiadó, Budapest (16 kiadás)[1]
- Fazekas György–Szerényi Gábor: Versenyfeladatok biológiából (7 kiadás). Scolar Kiadó, Budapest
- Fazekas György–Szerényi Gábor: Biológia I. kötet – Molekulák, élőlények, életműködések (3 kiadás). Scolar Kiadó, Budapest
- Fazekas György–Szerényi Gábor: Biológia II. kötet – Ember, bioszféra, evolúció (3 kiadás). Scolar Kiadó, Budapest
- Emelt szintű és középszintű írásbeli érettségi feladatsorok biológiából; Scolar, Bp., 2004
- A kétszintű szóbeli biológia érettségi kézikönyve; DFT-Hungária, Bp., 2005
- Természetismereti, ökológiai és környezetvédelmi vizsgálatok terepen és laboratóriumban; Korona, Bp., 2005
- Nagy biológia feladatgyűjtemény; Scolar, Bp., 2007
- Barátságos biológia. Minden hétre egy kísérlet; Ventus Libro, Bp., 2017
- Zempléni kalandozások. Az Északi-Zemplén természeti és kulturális értékei; Scolar, Bp., 2018